# (13584) 1993 TH19
A (13584) 1993 TH19 a Naprendszer kisbolygóövében található aszteroida. Eric Walter Elst fedezte fel 1993. október 9-én.